# Vilajuïga
Vilajuïga település Spanyolországban, Girona tartományban. Vilajuïga Llançà, El Port de la Selva, Pau, Pedret i Marzà és Garriguella községekkel határos. Lakosainak száma 1179 fő (2024).

## Népesség
A település népessége az elmúlt években az alábbi módon változott:
| Lakosok száma | 101  | 833  | 850  | 822  | 664  | 1035 | 1149 | 1190 | 1104 | 1179 |
|               | 1717 | 1887 | 1936 | 1960 | 1986 | 2004 | 2009 | 2014 | 2019 | 2024 |